# Keme
keme（ケメ、9月13日 - ）はフォークロックシンガー。
キノコホテルの電気ギター、イザベル＝ケメ鴨川としても活動中。2007年に活動を始め、2008年秋にキノコホテルの電気ギターを務める。keme自体は主にアコースティックギターを使用してライブを行っている。使用しているギターはジャズマスター。2008年2月23日ファーストミニアルバム『声にならない』をリリース。2008年9月14日には、keme主催のライブイベント「Oh!ジャンボリーⅡ」を開催された。kemeソロ活動、キノコホテル以外にkemeがリーダーを務めるエレキサーフインストバンド、トーキョーキラーでも活動中。また、矢沢洋子、元Go!7188のakkoでPIGGY BANKSのギターとしても活動中。